# Шведская Слобода
Шве́дская Слобода́ — железнодорожная платформа (остановочный пункт) Куйбышевской железной дороги на линии Самара — Жигулёвское море. Расположена в Красноглинском районе Самары.

## Деятельность
Остановочный пункт пригородного направления: «Жигулёвское море — Самара». Находится в посёлке Козелки.
В 2021 году присвоено новое название — Шведская Слобода.